# 普里茲倫區 (塞爾維亞)
普里兹伦区是1992至1999年间塞尔维亚科索沃和梅托希亚自治省南部的一个行政区，行政中心为普里兹伦。人口数量为376,085人（2002年）。

## 市镇
普里兹伦区的范围包括4个市镇：
- 戈拉
- 奧拉霍瓦茨
- 普里兹伦
- 蘇瓦雷卡